# Suze Randall
Suze Randall (født 1946) er en amerikansk model og fotograf, oprindeligt fra England. Hun var den første kvindelige fotograf for både Playboy og Hustler, og hun var en af verdens førende fotografer af erotiske motiver i mere end 25 år. Hun var også en af de tidlige kvindelige instruktører af pornofilm; hun lavede Kiss and Tell i 1980.